# Лапшинская (посёлок железнодорожной станции)
Лапшинская — посёлок железнодорожной станции в Котовском районе Волгоградской области. Административный центр Лапшинского сельского поселения.
Население — 790 (2010)

## География
Посёлок находится в лесостепи, в пределах Приволжской возвышенности, являющейся частью Восточно-Европейской равнины, на левом берегу реки Мокрая Ольховка. В окрестностях распространены тёмно-каштановые почвы. Средняя высота над уровнем моря — 138 метров.
По автомобильным дорогам расстояние до районного центра города Котово — 22 км, до областного центра города Волгоград — 240 км, до города Саратов — 250 км. Железнодорожная станция железнодорожной ветки Балашов-Петров Вал Волгоградского региона Приволжской железной дороги.
Климат
Климат умеренный континентальный (согласно классификации климатов Кёппена — Dfa). Многолетняя норма осадков — 412 мм. Наибольшее количество осадков выпадает в июне — 49 мм, наименьшее в марте — 22 мм. Среднегодовая температура положительная и составляет + 6,5 С, средняя температура самого холодного месяца января −9,9 С, самого жаркого месяца июля +22,4 С.

## История
В 1905 году построили железную дорогу Камышин-Тамбов. В пяти верстах от села Купцово в 1906 году была построена станция, сюда стали переселяться жители из близлежащих хуторов. Вскоре станцию стали заселять немцы Поволжья. Первоначальное название было определено по близлежащему селу Купцово, позднее по настоянию членов правления общества РУЖД, станция Купцово была переименована в станцию Лапшинская по имени инициатора строительства, соавтора проекта, заведующего коммерческим отделом этого общества Константина Ивановича Лапшинского.
До 1917 года — немецко-русский посёлок в составе Иловлинской (впоследствии Умётской) волости Камышинского уезда Саратовской губернии.
C 1922 года в составе Каменского кантона, с 1935 года — Эрленбахского кантона АССР немцев Поволжья.
В сентябре 1941 года немецкое население было депортировано на восток. После ликвидации АССР немцев Поволжья посёлок, как и другие населённые пункты, Эрленбахского кантона (с 1942 года — Ременниковский район), был передан в состав Сталинградской области. С 1948 года — в составе Ждановского района, с 1958 года — в составе Котовского района Волгоградской области.

## Население
Динамика численности населения по годам:
| 1987 | 2002 |
| ---- | ---- |
| ≈830 | 847  |

| 1911 | 1926 | 2010 |
| ---- | ---- | ---- |
| 79   | ↗249 | ↗790 |

В 1926 году немцы составляли 51 % населения посёлка.